# Murray Rankin
Murray Rankin, né le 26 janvier 1950, est un homme politique canadien et un expert reconnu internationalement en droit de l'environnement et du public,. 
De 2012 à 2019, il est député à la Chambre des communes du Canada dans la circonscription de Victoria. Il est membre du Nouveau Parti démocratique et porte-parole de l'opposition officielle en matière de revenu national, dans la 41e législature.
Il se présente aux élections générales britanno-colombiennes de 2020 et est élu député de la circonscription d'Oak-Bay-Gordon-Head.

## Biographie
Rankin est né à Belleville, en Ontario, le seul garçon de cinq enfants, à Eleanore, un maître d'école, et McKinley Rankin, un enseignant et un agent d'assurance. Il est allé à l'université sur les bourses, les subventions et les prêts, la fin de son premier cycle à l'Université Queen's et l'Université de Montréal et un diplôme en droit de l'Université de Toronto et l'Université Harvard où il a obtenu summa cum laude avec une maîtrise en droit.
Rankin est un membre fondateur et ancien président de la Colombie-Britannique Public Interest Advocacy Centre (BCPIAC), une ONG qui fournit des services juridiques aux groupes marginalisés de la Colombie-Britannique. Il est également ancien président de la West Coast Environmental Law, ancien président de The Land Conservancy of British Columbia, où il a aidé à protéger les nids de poule Sooke, et coprésident du Centre de droit de l'environnement à l'Université de Victoria, une clinique juridique gérée par des étudiants faisant travail d'intérêt général en droit de l'environnement.
Rankin est un végétarien, vit à Victoria, en Colombie-Britannique et est marié à Linda Hannah, qu'il a rencontré lors d'une réunion du conseil de fondation de la Western Canada Wilderness Committee. Ils ont deux enfants, Benjamin et Mark.

## Carrière universitaire et juridique
Après avoir terminé des études supérieures à la Faculté de droit de Harvard, Rankin a enseigné à l'Université de Victoria en tant que professeur de droit jusqu'en 1990. Dans les années 1980, il a travaillé à l'Organisation de coopération et de développement économiques à Paris. Rankin est retourné à la faculté de droit en 2004 et a enseigné à temps partiel en tant que professeur adjoint de droit.
En 1990, Rankin a rejoint avec son ami Joseph Arvay de devenir associé-gérant de la boutique de cabinet Arvay Finlay, qui ont combattu avec succès pour le mariage homosexuel en Colombie-Britannique et a travaillé sur de nombreux révolutionnaires affaires relevant du droit de l'environnement et les négociations de traités autochtones. En 1994, Murray Rankin a été nommé par le premier ministre Mike Harcourt à titre de négociateur traité pour la province de la Colombie-Britannique. 
Rankin a rejoint le cabinet national d'avocats Heenan Blaikie en 2006 en tant que partenaire dans leur bureau de Victoria. Il a quitté le cabinet en 2011 afin de poursuivre une pratique indépendante qui mettait l'accent sur le droit de l'environnement, des Autochtones et du public.
Rankin a plaidé devant toutes les instances en Colombie-Britannique et la Cour suprême du Canada.  Rankin a été nommé conseiller de la Reine en 1999. Il a été classé dans Best Lawyers depuis 2006 et apparaît dans Chambers Global 2012 où il est répertorié comme un avocat de premier plan mondial dans le domaine du droit de l'environnement ainsi que dans Lexpert où il est nommé en tant qu'expert en droit autochtone.

## Carrière politique
Rankin première entrée en politique était en tant que bénévole pour Stephen Lewis, le chef du Nouveau Parti démocratique de l'Ontario. Rankin a depuis agi comme conseiller auprès de dirigeants successifs de la Colombie-Britannique, y compris le NPD, Carole James et Adrian Dix. Lorsque le NPD était au pouvoir Colombie-Britannique dans les années 1990, il a participé à la mise en forme des politiques publiques sur l'accès à l'information négociations des traités et des terres utiliser. Au début des années Rankin  a été demandé de chercher la direction BC NPD. [19] Rankin jamais entré dans la course et le concours a été remporté par Carole James. Rankin était également un membre fondateur de la Colombie-Thomas Mulcair comité de campagne-Britannique au cours de la 2012 élection Nouveau Parti démocratique du leadership.[incompréhensible]

### 2012 l'élection partielle fédérale
Le 9 septembre 2012, Rankin a annoncé son intention de briguer l'investiture du NPD pour devenir le député fédéral de la circonscription de Victoria à la suite de la retraite de Denise Savoie.
Les autres prétendants à l'investiture du NPD étaient Cull Elizabeth, ancien provincial des finances et ministre de la Santé. Ancien Victoria conseiller scolaire Charley Beresford, et Victoria conseiller municipal Ben Isitt de mise en candidature Rankin a été appuyée par la Colombie-Britannique NPD président Moe Sihota, le chef de la Victoria conseil du travail, l'ancien chef des Premières nations Haida Miles Richardson, et les députés locaux Rob Fleming, Lana Popham, et Karagianis Maurine. La nomination Victoria NPD a eu lieu le 14 octobre 2012, avec une affluence record de fréquentation. Rankin a remporté la candidature au premier tour.
L'élection partielle a lieu le 26 novembre 2012. Elle a été contestée par Donald Galloway du Parti vert, le conservateur Dale Gann, et le libéral Paul Summerville. Les parties du patrimoine libertaires et Christian a également présenté des candidats. Rankin a remporté les élections avec 37,2% des voix.

### Premier semestre
Rankin a été officiellement prêté serment le 11 décembre 2012. Le 17 janvier 2013 Thomas Mulcair a annoncé que Rankin avait été ajouté à son cabinet fantôme avec la responsabilité du Revenu national. Le 28 janvier 2013, Rankin a été nommé au Comité permanent des finances, qui passe en revue la politique budgétaire et monétaire.
Dans son rôle de porte-parole du Revenu national, Rankin a été franc en cas d'échec du gouvernement conservateur pour s'attaquer à la question des paradis fiscaux et l'évasion fiscale, qui, selon lui impose un fardeau injuste sur les Canadiens honnêtes. Il a critiqué les licenciements à l'Agence du revenu du Canada qui enquête sur la fraude fiscale et soutenu les efforts du directeur du budget parlementaire Kevin page de mesurer l'écart fiscal qui ont finalement été bloquée par le Parti conservateur. Le 3 avril 2013, une enquête a révélé Radio-Canada et ICIJ une fuite massive de données qui prouvé que des centaines de Canadiens exploitaient les paradis fiscaux, y compris le sénateur libéral Pana Merchant.